# Krone der rechten Wahrheit
Die Krone der rechten Wahrheit von 1426 ist eine Beliebung, in der Rechtsnormen für das friesische Dreilande aufgezeichnet sind.

## Etymologie
Wie die im selben Jahr aufgezeichnete Siebenhardenbeliebung handelt es sich bei Krone der rechten Wahrheit – ohne eine ausdrückliche Nennung – ebenfalls um eine Beliebung, in der Rechtsnormen in niederdeutscher Sprache aufgezeichnet wurden. Das Wort ist eine Substantivierung des Verbes belieben, das im 16. Jahrhundert durch eine Präfixbildung aus dem Verb lieben entstand. Belieben hat die Bedeutung von Gefallen finden, mögen.
Die Bezeichnung Krone der rechten Wahrheit ist zugleich ihr Programm: Das Wort Krone soll für das Höchste und das Beste stehen; das Adjektiv rechten meint das Echte und Gerechte einer Wahrheit.

## Geschichte
Die politische Ausgangslage war identisch mit der Situation in den Sieben Harden. Insbesondere die Entscheidung des deutschen Kaisers Sigismund vom 28. Juni 1424 gab den Anlass, mit Hilfe der Krone der rechten Wahrheit das friesische Recht zu sichern. Denn durch den kaiserlichen Schiedsspruch sollte das Herzogtum Schleswig einschließlich der Uthlande zum Königreich Dänemark gehören. Hieraus würde eine Gültigkeit des Jütischen Rechts für die Bewohner der Dreilande folgen. Die sogenannten Königsfriesen unterstanden jedoch nach den kriegerischen Auseinandersetzungen zwischen Dänemark und der Holstein zum Zeitpunkt der Aufzeichnungen dem holsteinischen Grafen Heinrich IV. Die Herrschaftsansprüche der Dithmarscher machten die Ausgangslage noch komplizierter.